# Пентагон (станция метро)
Пентагон (англ. Pentagon) — подземная пересадочная станция Вашингтонгского метро на Синей линии и Жёлтой линии. Она представлена двумя раздельными (двухъярусная) платформами (split platform) по одной на каждом уровне. Станция обслуживается Washington Metropolitan Area Transit Authority. На станции Пентагон Синяя и Жёлтая линии расходятся: Синяя идёт на северо-запад по штату Виргиния к станции Арлингтонское кладбище, Жёлтая — на северо-восток по ФО Колумбия к станции Л'Энфант плаза. Расположена рядом с Пентагоном в Арлингтоне. Пассажиропоток — 8.180 млн. (на 2007 год).
Станция была открыта 1 июля 1977 года.
Открытие станции было совмещено с завершением строительства ж/д линии длиной 19,0 км, соединяющей Национальный аэропорт и РФК Стэдиум и открытием станций Арлингтонское кладбище, Вашингтонский национальный аэропорт имени Рональда Рейгана, Истерн-Маркет, Кристал-сити, Кэпитал-Саут, Л'Энфант плаза, Мак-Фёрсон-сквер, Пентагон-сити, Потомак-авеню, Росслин, Смитсониан, Стэдиум-Армэри, Фаррагут-Уэст, Федерал-Сентер Саут-Уэст, Федерал-Триэнгл и Фогги-Боттом — ДВЮ. Жёлтая линия обслуживает станцию со времени открытия 30 апреля 1983 года.